# Ricciardo Amadino

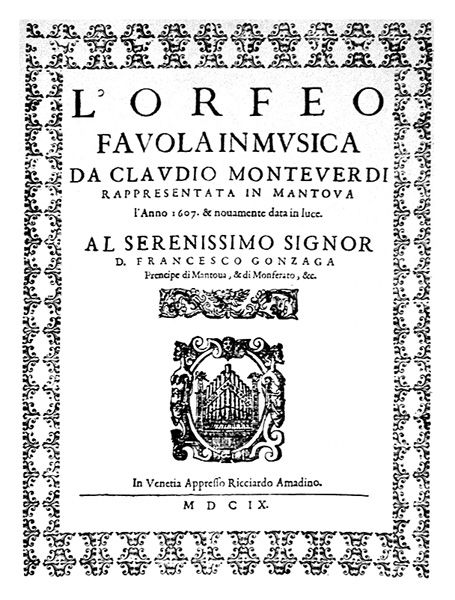
Frontespizio dell'opera L'Orfeo di Monteverdi stampata nel 1609 da Amadino.

Ricciardo Amadino (prima del 1572 – Venezia, 1621) è stato un editore musicale italiano, operante nella Repubblica di Venezia fra il XVI e il XVII secolo.

## Biografia
Iniziò la pubblicazione in proprio nel 1579 ma con scarso successo. Si associò poi a Giacomo Vincenti, con il quale pubblicò più di 80 libri fra il 1583 ed il 1586. Molti di questi erano ristampe di famosi libri di madrigali, ma molti erano delle prime pubblicazioni. La società andò avanti fino al 1586, anche se occasionalmente continuarono a stampare alcuni libri assieme. Dopo il 1586, il marchio di Amadino apparve su degli organi ed egli stampò principalmente musica, oltre ad alcuni trattati, compresa la prima edizione de Il desiderio di Ercole Bottrigari. Egli stampò edizioni di musicisti importanti come Luca Marenzio e Claudio Monteverdi, compresa la celebre edizione del 1609 de L'Orfeo e in termini di edizioni prodotte fu uno degli stampatori più importanti di musica italiana.